# Marinus Anthonie van Melle
Marinus Anthonie (Marien) van Melle (Wissenkerke, 25 maart 1872 – Amsterdam, 27 februari 1906) was een Nederlandse arts en hoogleraar in de wijsbegeerte en de zielkunde.

## Personalia
Van Melle was de jongste van de vele kinderen van fotograaf Jannis Jacobus van Melle (1829-1911) en Barbara Tannetje van Noppen (1827-1903). Het gezin verhuisde in 1877 naar Bergen op Zoom, waar vader Van Melle zijn fotobedrijf vestigde.
Van Melle trouwde op 2 augustus 1900 in Groningen met Johannetta Elisabeth Daubanton (Amsterdam, 2 september 1866 – Wolfheze, 4 maart 1956). Ze was een dochter van de Waalse predikant François Daubanton en diens vrouw Johanna Carolina Poensen; haar broer François Elbertus Daubanton was hoogleraar te Utrecht. Het paar kreeg drie zonen, François Anthonie (1901-1902), Francois Anthonie (1903-1973) en Leendert Abraham (1904-1954).
De econoom Frans de Vries, een oomzegger via Van Melle's echtgenote, was tijdens zijn studie rechtswetenschap in Amsterdam in huis bij Van Melle.

## Studie
Van Melle bezocht de Rijks Hogere Burgerschool in Bergen op Zoom en, in navolging van zijn broers, het gymnasium in Doetinchem, verblijvende in het internaat van de door dominee J. van Dijk opgerichte Lukas-Stichting. Van 1890 tot 1898 studeerde Van Melle geneeskunde in Groningen, waar hij via Van Dijk een kamer kon betrekken boven de predikant Daubanton, met wiens jongste dochter hij zich in maart 1893 verloofde.
In oktober 1893 behaalde Van Melle zijn kandidaats geneeskunde. De godsdienstfilosoof professor Isaäc van Dijk had hem geadviseerd de colleges van Gerard Heymans te bezoeken. Op aandringen van Heymans breidde hij zijn studie uit met de wijsbegeerte, waartoe hij in 1896 een rijksbeurs ontving, na in 1895 ook zijn kandidaats in de wijsbegeerte te hebben behaald.
Van Melle's begaafdheid bleek ook uit zijn antwoord op een prijsvraag in de letteren en wijsbegeerte, uitgeschreven door de senaat van de Rijksuniversiteit Utrecht, waarvoor hij in 1895 een gouden medaille ontving – de vraag luidde: "Hoe moeten wij ons de werkzaamheid van het geheugen voorstellen op grond van de onderzoekingen van hedendaagsche beoefenaars der zielkunde, als bijv. Wundt, Ribot, Ebbinghaus, Ladd, Richet?"
In de zomer van 1897 slaagde hij voor het doctoraalexamen geneeskunde, waarna hij Heymans begeleidde naar een psychologencongres in München. Van Melle knoopte er zijn eerste bezoek aan Zwitserland aan vast en bezocht op de terugweg de kliniek van de psychiater Emil Kraepelin in Heidelberg. Op 12 mei 1898 slaagde hij voor zijn artsenexamen, in december van hetzelfde jaar slaagde hij voor het doctoraalexamen in de wijsbegeerte.
Als arts-onderzoeker werkte Van Melle in september 1899 bij professor Ch. Roux in Parijs. Ook was hij werkzaam te Amsterdam als assistent van Pieter Klazes Pel. Op 1 april 1899 werd hij klinisch assistent van Cornelis Winkler in het Binnengasthuis te Amsterdam. Hij promoveerde in 1900 bij Winkler aan de Universiteit van Amsterdam cum laude in de geneeskunde op het proefschrift Over aphasie, dat hij opdroeg aan de Groningse hoogleraar Hendrik Albert Kooyker. In zijn medisch-empirische dissertatie levert Van Melle op basis van literatuurstudie en klinische observaties met hypothesen over psychische mechanismes een bijdrage aan de dan nog prille discipline van de psycholinguïstiek.

## Loopbaan
Na zijn promotie werd Van Melle, na een zeer kort verblijf als geneesheer te Vaals, benoemd tot tweede geneesheer in het Geneeskundig gesticht voor krankzinnigen te Utrecht. Kort daarop volgde zijn benoeming als hoogleraar in de geschiedenis der wijsbegeerte, de logica, de metafysica en de zielkunde aan de Universiteit van Amsterdam. Hij werd de opvolger van Cornelis Bellaar Spruyt, mede omdat Heymans voor de leerstoel had bedankt en vervolgens Van Melle, zijn meest geliefde leerling, had voorgedragen. Zijn inaugurele rede, gehouden 14 oktober 1901, betrof Beschouwingen naar aanleiding van David Hume en zijne leer van het kenvermogen.
Op het moment van zijn benoeming verbleef Van Melle in Leysin, Zwitserland, vanwege een ernstige longaandoening, die hem uiteindelijk fataal zou worden. Ook in de volgende jaren trok hij 's zomers naar Zwitserland om er te herstellen van het studiejaar. Over zijn gezondheidsvooruitzichten maakte Van Melle zich geen illusies: hij kocht in Ossendrecht een stuk grond voor de bouw van een sanatorium, maar daar kwam het niet meer van.
Van Melle hield zijn laatste college op zaterdag 17 februari 1907. Tien dagen later, 's ochtends om half vier, overleed hij op 33-jarige leeftijd aan de gevolgen van tuberculose. Aan de universiteit ging de vlag halfstok. Hij werd ter aarde besteld op de begraafplaats Huis te Vraag. Zijn vriend, de latere hoogleraar Arthur Joseph de Sopper, voerde bij de begrafenis als predikant het woord.
De latere hoogleraar in de wijsbegeerte Willem Leendertz droeg in 1913 zijn proefschrift op aan zijn leermeester en vriend Van Melle.

## Publicaties

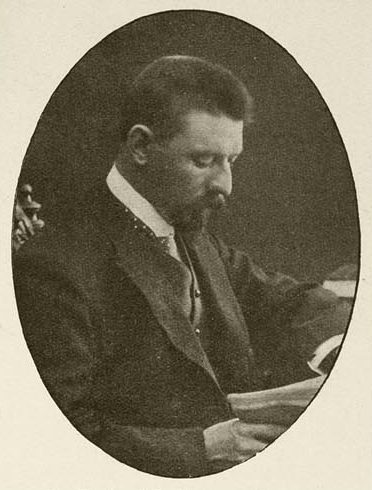

De publicaties van Van Melle zijn gering in aantal en lijken niet meer te beslaan dan het hier genoemde, maar hij was daarbij tot zijn overlijden voor de sectie wijsbegeerte medewerker aan de derde druk (1905-1913) van de Winkler Prins Encyclopedie.
- 'Iets over peesreflexen', in: Nederlandsch Tijdschrift voor Geneeskunde 20 januari 1900
- 'Over eenige reflexen op de ademhaling in verband met Laborde's methode om de in narcose opgehouden ademhaling door rhythmisch trekken aan de tong weder te doen beginnen' (verslag aan KNAW, 21 april 1900 gepresenteerd door Winkler – Engelse vertaling in Proceedings, vol. 2 1 1900, pp. 460-465)[23]
- Over aphasie (proefschrift, verdedigd 15 mei 1900)
- Beschouwingen naar aanleiding van David Hume en zijne leer van het kenvermogen (inaugurele rede 14 oktober 1901)
- 'Hervorming van het Hooger Onderwijs in de Wijsbegeerte', in: Propria Cures XVI (1904-1905), 3 juni 1905, pp. 355-357
- 'Een droom in een Collegium Logicum of een Collegium Logicum in een droom', in: Propria Cures XVII (1905-1906), 26 november 1905, pp. 101-104[24]

### Over Van Melle
- J.D. van der Waals, 'Prof. C. Bellaar Spruyt en zijn opvolger', Onze Eeuw jaargang 2 (1902), pp. 81-115
- Gerard Heymans, 'In memoriam', Propria Cures XVII (1905-1906), 3 maart 1906, pp. 199-200
- Cornelis Winkler, 'In Memoriam', Studenten weekblad [Delftsch studentenweekblad], jaargang 8, no. 21, 8 maart 1906, pp. 167-168[25]
- Koenraad Kuiper, 'In Memoriam', Amsterdamsche Studenten Almanak 1907
- Hajo Brugmans, 'M.A. van Melle', in: Hajo Brugmans, J.H. Scholte, Philip Kleintjes, Gedenkboek van het Athenaeum en de Universiteit van Amsterdam, 1632-1932, Amsterdam: Stadsdrukkerij (1932), pp. 305-306
- Ferdinand Sassen, Wijsgeerig leven in Nederland in de twintigste eeuw, Amsterdam: N.V. Noord-Hollandsche Uitgevers Mij (1941)
- Ferdinand Sassen, 'Een Christen-wijsgeer: Marinus Anthonie van Melle (1872-1906)', in: Studia Catholica 18 (1942), pp. 1-18
- Reinier Salverda, 'Taalwetenschap in Nederland rond 1900. Een kritische herwaardering', Nederlandse Taalkunde jaargang 5 (2000-1), pp. 1-23

- International Standard Name Identifier: 0000 0003 8977 1858
- Nederlandse Thesaurus van Auteursnamen: 069928908
- Virtual International Authority File: 283286369
- WorldCat: E39PBJckTrDbV6dRMqftgT6BT3